# Desmolaimus bulbulus
Desmolaimus bulbulus är en rundmaskart som beskrevs av Lorenzen 1969. Desmolaimus bulbulus ingår i släktet Desmolaimus och familjen Linhomoeidae. Inga underarter finns listade i Catalogue of Life.